# Omoschedasticità

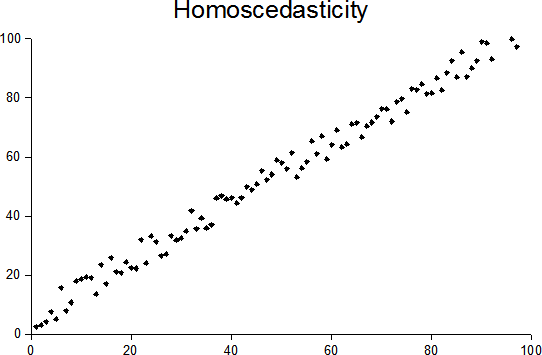
Un grafico che mostra l'omoschedasticità.

In statistica, l'omoschedasticità è la proprietà di una collezione di variabili aleatorie di avere tutte la stessa varianza finita. In questo caso le variabili si dicono omoschedastiche, altrimenti vengono definite eteroschedastiche. Questi due concetti furono introdotti da Karl Pearson nel 1905.

## Regressione lineare
Il teorema di Gauss-Markov stabilisce che nei modelli di regressione lineare, gli stimatori ottenuti con il metodo dei minimi quadrati sono gli stimatori lineari corretti più efficienti, quindi con minore varianza, se e solo se gli errori hanno valore atteso pari a zero e sono omoschedastici, la variabile dipendente e i regressori sono indipendenti e identicamente distribuiti e hanno curtosi finita e diversa da zero. In questo caso gli errori, per essere omoschedastici, devono avere varianza costante, ossia essa non deve dipendere dai valori dei regressori:
{\displaystyle \mathrm {Var} \left(u_{i}\mid {\mathit {X_{i}=x}}\right)={\mathit {k}},\qquad \forall i\in \left\{1,\ldots ,n\right\}.}
Nel caso in cui l'assunto di omoschedasticità degli errori non sia valido, l'efficienza degli stimatori calcolati con il metodo dei minimi quadrati viene a cadere. È da precisare però che tali stimatori rimarranno comunque corretti.

## Analisi della varianza
L'omoschedasticità è una condizione che deve essere verificata per poter eseguire il test dell'analisi della varianza, utilizzato, ad esempio, nel calcolo della precisione intermedia nella validazione di un metodo analitico.

## Verifica
Le condizioni di omoschedasticità vengono verificate mediante la somministrazione dei seguenti test:
- Test di Cochran: valuta se la varianza di valore massimo è omogenea rispetto alle altre;
- Test di Hartley: valuta se tutte le varianze globalmente sono da ritenersi omogenee;
- Test della varianza minima: valuta se la varianza di valore più basso è omogenea rispetto alle altre;
- Test di significatività approssimato di Bartlett;
- Test F: valuta se due popolazioni hanno la stessa varianza.